# National Football League 2024-2025 (Ruanda)
La National Football League 2024-2025 è stata la quarantottesima edizione della massima divisione del campionato ruandese di calcio. Il campionato è iniziato il 15 agosto 2024 ed è terminato il 28 maggio 2025.
L'APR era la squadra campione in carica, avendo vinto il suo ventiduesimo titolo nazionale nell'edizione 2023-2024, e si è riconfermato vincendo il suo ventitreesimo titolo.

## Stagione

### Novità
Dalla stagione precedente sono state retrocesse Sunrise e Etoile de l'Est, ultime due classificate in campionato. Al loro posto dalla Second Division sono state promosse Rutsiro e Vision, prime due classificate del campionato.

### Formula
Le 16 squadre partecipanti giocano un girone all'italiana con partite di andata e ritorno, per un totale di 30 giornate. Al termine della stagione, la prima classificata è campione del Ruanda e si qualifica per la CAF Champions League 2025-2026, mentre la seconda classificata si qualifica per la Coppa della Confederazione CAF 2025-2026. Le ultime due classificate vengono invece retrocesse in Second Division.

## Squadre partecipanti
| Squadra               | Città     | Stagione precedente             |
| --------------------- | --------- | ------------------------------- |
| Amagaju               | Gikongoro | 8° in National Football League  |
| APR                   | Kigali    | Campione di Ruanda              |
| Bugesera              | Nyamata   | 13° in National Football League |
| Etincelles            | Gisenyi   | 14° in National Football League |
| Gasogi Utd            | Kigali    | 9° in National Football League  |
| Gorilla               | Kigali    | 10° in National Football League |
| Kigali                | Kigali    | 5° in National Football League  |
| Kiyovu Sports         | Kigali    | 6° in National Football League  |
| Marines               | Gisenyi   | 11° in National Football League |
| Muhazi United         | Rwamagana | 12° in National Football League |
| Mukura Victory Sports | Butare    | 4° in National Football League  |
| Musanze               | Musanze   | 3° in National Football League  |
| Police                | Kigali    | 7° in National Football League  |
| Rayon Sports          | Kigali    | 2° in National Football League  |
| Rutsiro               | Rutsiro   | Second Division                 |
| Vision                | Kigali    | Second Division                 |

## Classifica
|                   | Pos. | Squadra               | Pt | G  | V  | N  | P  | GF | GS | DR  |
| ----------------- | ---- | --------------------- | -- | -- | -- | -- | -- | -- | -- | --- |
| Ruanda (bandiera) | 1.   | APR                   | 67 | 30 | 20 | 7  | 3  | 46 | 17 | +29 |
|                   | 2.   | Rayon Sports          | 63 | 30 | 18 | 9  | 3  | 43 | 17 | +26 |
|                   | 3.   | Kigali                | 49 | 30 | 14 | 7  | 9  | 32 | 27 | +5  |
|                   | 4.   | Police                | 45 | 30 | 11 | 12 | 7  | 38 | 24 | +14 |
|                   | 5.   | Mukura Victory Sports | 41 | 30 | 10 | 11 | 9  | 23 | 27 | -4  |
|                   | 6.   | Bugesera              | 40 | 30 | 10 | 10 | 10 | 37 | 30 | +7  |
|                   | 7.   | Gorilla               | 40 | 30 | 11 | 7  | 12 | 27 | 25 | +2  |
|                   | 8.   | Gasogi Utd            | 40 | 30 | 10 | 10 | 10 | 29 | 29 | 0   |
|                   | 9.   | Rutsiro               | 38 | 30 | 9  | 11 | 10 | 30 | 35 | -5  |
|                   | 10.  | Kiyovu Sports         | 37 | 30 | 11 | 4  | 15 | 32 | 51 | -19 |
|                   | 11.  | Amagaju               | 36 | 30 | 10 | 6  | 14 | 29 | 38 | -9  |
|                   | 12.  | Etincelles            | 34 | 30 | 7  | 13 | 10 | 25 | 27 | -2  |
|                   | 13.  | Musanze               | 34 | 30 | 7  | 13 | 10 | 26 | 31 | -5  |
|                   | 14.  | Marines               | 34 | 30 | 9  | 7  | 14 | 37 | 46 | -9  |
|                   | 15.  | Muhazi United         | 30 | 30 | 7  | 9  | 14 | 22 | 29 | -7  |
|                   | 16.  | Vision                | 21 | 30 | 5  | 6  | 19 | 23 | 46 | -23 |

Legenda
      Campione del Ruanda e ammessa alla CAF Champions League 2025-2026.
      Ammessa alla Coppa della Confederazione CAF 2025-2026.
      Retrocessa in Second Division 2025-2026.
Note:
Tre punti a vittoria, uno a pareggio, zero a sconfitta.